# Cashmere Wright
Cashmere A'keem Wright (9 januari 1990) is een Amerikaans basketballer. Wright is 1,82 m lang en speelt voornamelijk op de point guard positie.

## Carrière
Wright speelde van 2009 tot 2013 in de NCAA bij de Cincinnati Bearcats. Wright heeft de meeste wedstrijden en steals voor een speler ooit op zijn naam staan voor de Bearcats. In 2013 werd hij professioneel basketballer door te tekenen bij GasTerra Flames in Nederland. Wright was dit seizoen topscorer voor de Flames, waarmee hij het landskampioenschap en de beker won.
In de zomer van 2014 tekende hij bij AEK Athene. Nadat zijn contract hier ontbonden werd, vertrok hij naar Polen om de rest van het seizoen 2014/15 voor Wilki Morskie Szczecin te spelen.
Op 2 december 2015 tekende Wright een contract voor 1,5 jaar bij Zorg en Zekerheid Leiden. In het seizoen 2016-17 verliet hij Leiden na een blessure die hem voor de rest van het seizoen uitschakelde.

## Erelijst
- Nederlands kampioen (2014)
- NBB-Beker (2014)

Individuele prijzen:
- All-Star (2014)
- DBL All-Star Team (2014)

## Links
- Profiel op Eurobasket.com

4 Slagter ·
5 Coleman ·
6 Van der Ark ·
7 Bouwknecht ·
8 Dourisseau ·
9 Osaikhwuwuomwan ·
11 Wright ·
12 Bekkering ·
13 Hof ·
14 Pryor ·
15 Koenis ·
21 Voorn ·
Coach: Skelin
· Assistent-coach: Mekel